# Zvečan
Zvečan (albanés: Zveçan o Zveçani, en serbio: Звечан, Zvečan) es una ciudad y municipio del distrito de Kosovska Mitrovica de Kosovo.   una parte de Kosovo del Norte, una región de mayoría étnica serbia que funciona en gran medida de forma autónoma del resto del Kosovo de origen o de mayoría albanesa.
La Fortaleza de Zvečan y el monasterio de Sokolica, datan de la Edad Media, están localizados en el área de Zvečan.

## Demografía
| Gráfica de evolución de Zvečan entre 1948 y 2011 |
|                                                  |

El municipio se conforma de 35 pueblos. Según datos de 2008, disponía de una población de aproximadamente 17 000 hab.
En noviembre de 2005, se estimó que el municipio tenía un 95% serbios, con sólo 4 familias albanesas en la zona. 
De acuerdo con estimaciones de 2006, el municipio de Zvečan tenía una población de 16.600 personas. Para 2008, el municipio tiene una población de aproximadamente 17.000 habitantes, de los cuales aprox. 16.050 (aprox. 94%) son serbios.